# Formel 1-VM 2026
Formel 1-VM 2026 är den sjuttiosjunde säsongen av Fédération Internationale de l'Automobile:s världsmästerskap för formelbilar, Formel 1. Mästerskapet planeras att tävlas över 24 Grand Prix, lika många som de två föregående säsongerna. 
Säsongen 2026 kommer att innehålla större regeländringar relaterat till motor och aerodynamik. Audi, som köpte Sauber 2024, kommer att debutera som ett fabriksstall. Cadillac kommer att delta med motor från Ferrari. Detta betyder att det kommer vara 11 stall som deltar säsongen 2026.

## Stall och förare
Följande stall och förare är kontrakterade att delta i Formel 1-VM säsongen 2026. Pirelli kommer att leverera däck till alla stall. Varje stall är ålagda att ha minst två förare, en för varje av de två obligatoriska bilarna.
| Stall                              | Konstruktör                   | Chassi | Motorenhet    | Förare | Förare            | Lopp |
| Stall                              | Konstruktör                   | Chassi | Motorenhet    | Nr.    | Namn              | Lopp |
| ---------------------------------- | ----------------------------- | ------ | ------------- | ------ | ----------------- | ---- |
| BWT Alpine F1 Team                 | Alpine-Mercedes               | A526   | Mercedes      | 10     | Pierre Gasly      |      |
| BWT Alpine F1 Team                 | Alpine-Mercedes               | A526   | Mercedes      | TBA    | TBA               |      |
| Aston Martin Aramco Honda          | Aston Martin Aramco-Honda     | AMR26  | Honda         | 14     | Fernando Alonso   |      |
| Aston Martin Aramco Honda          | Aston Martin Aramco-Honda     | AMR26  | Honda         | 18     | Lance Stroll      |      |
| Audi F1 Team                       | Audi                          | TBA    | Audi          | 5      | Gabriel Bortoleto |      |
| Audi F1 Team                       | Audi                          | TBA    | Audi          | 27     | Nico Hülkenberg   |      |
| Cadillac Formula 1 Team            | Cadillac-Ferrari              | TBA    | Ferrari       | TBA    | TBA               |      |
| Cadillac Formula 1 Team            | Cadillac-Ferrari              | TBA    | Ferrari       | TBA    | TBA               |      |
| Scuderia Ferrari HP                | Ferrari                       | TBA    | Ferrari       | 16     | Charles Leclerc   |      |
| Scuderia Ferrari HP                | Ferrari                       | TBA    | Ferrari       | 44     | Lewis Hamilton    |      |
| Moneygram Haas F1 Team             | Haas-Ferrari                  | TBA    | Ferrari       | 31     | Esteban Ocon      |      |
| Moneygram Haas F1 Team             | Haas-Ferrari                  | TBA    | Ferrari       | 87     | Oliver Bearman    |      |
| McLaren F1 Team                    | McLaren-Mercedes              | TBA    | Mercedes      | 4      | Lando Norris      |      |
| McLaren F1 Team                    | McLaren-Mercedes              | TBA    | Mercedes      | 81     | Oscar Piastri     |      |
| Mercedes-AMG Petronas F1 Team      | Mercedes                      | TBA    | Mercedes      | TBA    | TBA               |      |
| Mercedes-AMG Petronas F1 Team      | Mercedes                      | TBA    | Mercedes      | TBA    | TBA               |      |
| Visa Cash App Racing Bulls F1 Team | Racing Bulls-Red Bull Ford    | TBA    | Red Bull Ford | TBA    | TBA               |      |
| Visa Cash App Racing Bulls F1 Team | Racing Bulls-Red Bull Ford    | TBA    | Red Bull Ford | TBA    | TBA               |      |
| Oracle Red Bull Racing             | Red Bull Racing-Red Bull Ford | TBA    | Red Bull Ford | 33     | Max Verstappen    |      |
| Oracle Red Bull Racing             | Red Bull Racing-Red Bull Ford | TBA    | Red Bull Ford | TBA    | TBA               |      |
| Atlassian Williams Racing          | Williams-Mercedes             | TBA    | Mercedes      | 23     | Alexander Albon   |      |
| Atlassian Williams Racing          | Williams-Mercedes             | TBA    | Mercedes      | 55     | Carlos Sainz Jr.  |      |
| Källa:                             |                               |        |               |        |                   |      |

### Stalländringar
Cadillac kommer att delta som det elfte stallet i Formel 1. Det är det första stallet som debuterar i Formel 1 sedan Haas 2016. Cadillac kommer att använda sig av Ferraris motor och växellåda.
Audi debuterar som fabriksstall, efter att ha köpt Sauber 2024. De tar över Saubers plats i startfältet. 
Ford kommer att inleda ett samarbete med Red Bull Powertrains och förse Red Bull Racing och dess systerstall Racing Bulls med motorer och växellåda. Honda, som delvis drog sig ur Formel 1 2021, avslutar samarbetet med Red Bull Powertrains, och kommer istället förse Aston Martin med motor som självständig motortillverkare.
Renault kommer dra sig ur Formel 1 som motortillverkare, efter att inte ha lyckats producera tillräckligt bra resultat med hybridmotorerna som introducerades inför säsongen 2014. Alpine kommer istället att använda Mercedes motorer, och därmed förlora sin status som fabriksstall.

## Tävlingskalender

Länder markerade i grönt anordnade Formel 1 lopp under 2026. Länder markerade i mörkgrått har tidigare anordnat Formel 1 lopp

2026 års tävlingskalender kommer att bestå av 24 stycken Grand Prix, likt föregående säsong.
| Nr     | Grand Prix                       | Bana                                                  | Datum        |
| ------ | -------------------------------- | ----------------------------------------------------- | ------------ |
| 1      | Australiens Grand Prix           | Albert Park Circuit, Melbourne                        | 8 mars       |
| 2      | Kinas Grand Prix                 | Shanghai International Circuit, Shanghai              | 15 mars      |
| 3      | Japans Grand Prix                | Suzuka International Racing Course, Suzuka            | 29 mars      |
| 4      | Bahrains Grand Prix              | Bahrain International Circuit, Sakhir                 | 12 april     |
| 5      | Saudiarabiens Grand Prix         | Jeddah Corniche Circuit, Jidda                        | 19 april     |
| 6      | Miamis Grand Prix                | Miami International Autodrome, Miami Gardens, Florida | 3 maj        |
| 7      | Kanadas Grand Prix               | Circuit Gilles Villeneuve, Montréal                   | 24 maj       |
| 8      | Monacos Grand Prix               | Circuit de Monaco, Monte Carlo                        | 7 juni       |
| 9      | Barcelona-Kataloniens Grand Prix | Circuit de Barcelona-Catalunya, Montmeló              | 14 juni      |
| 10     | Österrikes Grand Prix            | Red Bull Ring, Steiermark                             | 28 juni      |
| 11     | Storbritanniens Grand Prix       | Silverstone Circuit, Silverstone                      | 5 juli       |
| 12     | Belgiens Grand Prix              | Circuit de Spa-Francorchamps, Stavelot                | 19 juli      |
| 13     | Ungerns Grand Prix               | Hungaroring, Mogyoród                                 | 26 juli      |
| 14     | Nederländernas Grand Prix        | Circuit Zandvoort, Zandvoort                          | 23 augusti   |
| 15     | Italiens Grand Prix              | Autodromo Nazionale Monza, Monza                      | 6 september  |
| 16     | Spaniens Grand Prix              | Circuito de Madring, Madrid                           | 13 september |
| 17     | Azerbajdzjans Grand Prix         | Baku City Circuit, Baku                               | 26 september |
| 18     | Singapores Grand Prix            | Marina Bay Street Circuit, Singapore                  | 11 oktober   |
| 19     | USA:s Grand Prix                 | Circuit of the Americas, Austin, Texas                | 25 oktober   |
| 20     | Mexikos Grand Prix               | Autódromo Hermanos Rodríguez, Mexico City             | 1 november   |
| 21     | Brasiliens Grand Prix            | Autódromo José Carlos Pace, São Paulo                 | 8 november   |
| 22     | Las Vegas Grand Prix             | Las Vegas Strip Circuit, Paradise, Nevada             | 21 november  |
| 23     | Qatars Grand Prix                | Lusail International Circuit, Lusail                  | 29 november  |
| 24     | Abu Dhabis Grand Prix            | Yas Marina Circuit, Abu Dhabi                         | 6 december   |
| Källa: |                                  |                                                       |              |

### Kalenderändringar
Spaniens Grand Prix kommer flyttas från Circuit de Barcelona-Catalunya till en ny bana i Madrid. Circuit de Barcelona-Catalunya kommer hålla ett Grand Prix under namnet "Barcelona-Kataloniens Grand Prix".
Emilia-Romagnas Grand Prix är borttaget från kalendern då de inte har förnyat sitt kontrakt efter 2025.

## Regeländringar
Inför 2026 års säsong, införs flera regeländringar gällande motor, aerodynamik och säkerhet.

### Motorenhet
Motorerna som används kommer fortsätta att vara hybridmotorer. Förbränningsmotorns effekt minskas från 550-560kW till 400kW, samtidigt ökas elmotrons effekt från 120kW till 350kW. 
Mängden energi som kan återvinnas under inbromsning har fördubblats till 8,5 MJ per varv.

### Chassi och aerodynamik
Bilarna kommer från 2026 att minska i storlek. Bredden minskas 10 cm, från 200 cm till 190 cm. Längden mellan hjulbasen minskas med 20 cm, från 360 cm till 340 cm. Bilarnas minimumvikt kommer att minskas med 30 kg, från 798 kg till 768 kg.
Aktiv aerodynamik kommer att införas genom rörliga fram- och bakvingar, som kan byta mellan två vinklar. Ena vinkeln ger högre fart i kurvor. Den andra vinkel ger lägre luftmotstånd och därmed högre fart i raksträckor, likt DRS-systemet.